# Rally di Turchia 2010
Il Rally di Turchia 2010, ufficialmente denominato 10th Rally Turkey, è stata la quarta prova del campionato del mondo rally 2010 nonché la decima edizione del Rally di Turchia e la prima con valenza mondiale. La manifestazione si è svolta dal 16 al 18 aprile su un percorso misto (asfalto e sterrato) dislocato sulla strade che attraversano la Regione di Marmara, nella parte nord-occidentale della Turchia, con sede a Istanbul.
L'evento è stato vinto dal francese Sébastien Loeb.